# 26401 Sobotište
26401 Sobotište è un asteroide della fascia principale. Scoperto nel 1999, presenta un'orbita caratterizzata da un semiasse maggiore pari a 2,3097000 UA e da un'eccentricità di 0,0760556, inclinata di 7,94590° rispetto all'eclittica.
Dal 2 settembre al 1º novembre 2001, quando 29463 Benjaminpeirce ricevette la denominazione ufficiale, è stato l'asteroide denominato con il più alto numero ordinale. Prima della sua denominazione, il primato era di 25625 Verdenet.
L'asteroide è dedicato all'omonima località slovacca, sede di un osservatorio astronomico dal 1972.